# Дыменка (приток Волхова)
Дыменка — река в России, протекает по Чудовскому району Новгородской области. Устье реки находится в 150 км по левому берегу реки Волхов. Длина реки составляет 25 км, площадь водосборного бассейна — 44,2 км².

## Данные водного реестра
По данным государственного водного реестра России относится к Балтийскому бассейновому округу, водохозяйственный участок реки — Волхов, речной подбассейн реки — Волхов. Относится к речному бассейну реки Нева (включая бассейны рек Онежского и Ладожского озера).
Код объекта в государственном водном реестре — 01040200612102000018691.